# Walter Nitsch (Chemiker)
Walter Nitsch (* 28. Februar 1933 in Komotau; † 22. Januar 2016 in München) war ein deutscher Chemiker.

## Leben
Walter Nitsch besuchte zunächst die Oberschule in Brüx, ging jedoch nach Kriegsende nach Magdeburg, wo er die Otto-Guericke-Schule besuchte. 1947 floh er schließlich aus der Sowjetischen Besatzungszone ins Allgäu. Sein Abitur erlangte er 1951 in Kempten. Anschließend arbeitete Nitsch in einer Papierfabrik und für die Farbwerke Hoechst. An der Universität Innsbruck studierte er ab 1952 Chemie und erlangte 1959 den Doktor in Physikalischer Chemie. Nach dem Studium war er als Assistent von Franz Patat an der Technischen Universität München tätig, wo er sich 1966 auch habilitierte. Er war ab 1977 Professor für Technische Chemie an der Technischen Universität München. 2004 ging er in den Ruhestand. Sein Forschungsschwerpunkt lag im Bereich des Stofftransportes über flüssige Grenzflächen. 1973 erhielt er für seine Verdienste den Dechema-Preis.